# GayVN Awards 2021
La 16ª edizione dei GayVN Awards si è tenuta il 18 gennaio 2021. A causa della pandemia di COVID-19, la cerimonia di premiazione è avvenuta in diretta streaming sul sito GayVNStars.com, gratuitamente visibile da parte dei fan in tutto il mondo, ed è stata presentata da Alec Mapa e Sherry Vine. 
Quest'anno è stata introdotta la categoria Best Quarantine Sex Scene. mr. Pam è entrata nella Hall of Fame dopo vent'anni nel settore, di cui diciassette da regista.

## Vincitori e candidati
I vincitori sono indicati in grassetto

### Hall of Fame
- mr. Pam, regista

### Best Actor
- Angel Rivera - A Murdered Heart (NakedSword)
- Beaux Banks - Rise of the Sirens (Men.com)
- Calvin Banks - The Gay Simple Life (NakedSword)
- Dante Colle - Scared Stiff 2: The Amityville Whore (NakedSword)
- Drew Dixon - What’s Gotten Into Him? (Masqulin.com)
- Andre Donovan - Journeys - Season Two (Himeros.tv)
- DeAngelo Jackson - Sin City (Noir Male)
- Trevor Harris - Happy Campers (Helix)
- Devin Holt - The Lake House (Helix)
- Tristan Hunter - My Best Friend’s Dad (Icon Male)
- Nico Leon - Hollywood and Vine (CockyBoys)
- Drake Masters - Blood Moon: Timberwolves 2 (Raging Stallion)
- Josh Moore - Califuckinfornia (Falcon)
- Johnny Rapid - A Tale of Two Cock Destroyers (Men.com)
- Taylor Reign - Love Thy Neighbor (Icon Male)

### Best All-Sex Movie
- Summer Loves (BelAmi)
- A is for Alpha (CockyBoys)
- Bare: Big Dicks and Bubble Butts (NakedSword)
- Bareback Shooters (Kristin Bjorn)
- Black Magik (Fuck Champ Robinson)
- Blue Collar Dads (Pantheon Productions)
- Cake Shop (Raging Stallion)
- Dad’s Bareback Collision Shop (Dragon Media)
- Dear Friend (Lukas Kazan Productions)
- Elder Dial Vol. 1 (Missionary Boys)
- Folsom Sex Party (Skyn Men)
- Hot Boy Summer (Raw Fuck Club)
- Inside Helix (Helix)
- Tom of Finland: Master Cut (Men.com)
- Uncle Drew (Trailer Trash Boys)

### Best Bi Sex Scene
- Dante Colle, Kaleb Stryker & Maya Bijou - The Elevator Goes Both Ways (WhyNotBi.com)
- Michael DelRay, Johnny Hill & Lauren Phillips - Bisexual Vol. 1 (Evil Angel)
- Dante Colle, Keira Croft, Michael DelRay, Dillon Diaz, Lance Hart, Johnny Hill, Wolf Hudson, Mason Lear, Draven Navarro, Belle O'Hara, Charlie Patterson & Febby Twigs - Cheaper Bi the Dozen (BiPhoria)
- Lance Hart, Mason Lear & Silvia Saige - Coming Out Bi 12 (Cal Vista/Metro/Pulse)
- Rae Lil Black, Thomas Friedl & Jeffrey Lloyd - Men for the Maneater (WhyNotBi.com)

### Best Director – Feature
- Jake Jaxson & RJ Sebastian - Hollywood and Vine (CockyBoys)
- Steve Cruz - Blood Moon: Timberwolves 2 (Raging Stallion)
- Antoine Lebel - Californian Drift (French-Twinks.com)
- Tony Dimarco - Califuckinfornia (Falcon)
- mr. Pam - The Gay Simple Life (NakedSword)
- Alex Roman - Happy Campers (Helix)
- Trenton Ducati & Jasun Mark - Hot House Flippers (Hot House)
- Matthew Lynn - Journeys - Season Two (Himeros.tv)
- Max Carter - The Lake House (Helix)
- Marc MacNamara - A Murdered Heart (NakedSword)
- Chi Chi LaRue & mr. Pam - Scared Stiff 2: The Amityville Whore (NakedSword)
- Chi Chi LaRue - Sin City (Noir Male)
- Alter Sin - A Tale of Two Cock Destroyers (Men.com)
- Brian Davilla - Therapy Dick (Pantheon Productions)
- Pierce Paris & Ben Rush - What’s Gotten Into Him? (Masqulin.com)

### Best Director – Non-Feature
- Steve Cruz - Cake Shop (Raging Stallion)
- Jake Jaxson & RJ Sebastian - A is for Alpha (CockyBoys)
- mr. Pam - Bare: Big Dicks and Bubble Butts (NakedSword)
- Kristin Bjorn - Bareback Shooters (Sarava Productions/Kristin Bjorn)
- Champ Robinson - Black Magik (Fuck Champ Robinson)
- Luke Hamill - Blond Ambition (Lukas Ridgeston/BelAmi)
- Brian Davilla - Blue Collar Dads (Pantheon Productions)
- Rocco Steele - Dad’s Bareback Collision Shop (Dragon Media)
- Ettore Tosi - Dear Friend (Lukas Kazan Productions)
- Nick Moretti - Folsom Sex Party (Skyn Men)
- Sebastian Keys - Homo Alone Parts 1 & 2 (Kink.com)
- David Eck (Ecksmen) - Hot Boy Summer (RawFuckClub)
- Alex Roman & Casey Roman - Inside Helix (Helix)
- Bruce LaBruce, Matt Lambert, Terry Miller, François Sagat, Scavenger Hunt Studios & Alter Sin - Tom of Finland: Master Cut (Men.com)
- Trenton Ducati & Anthony Duran - Uncle Drew (Trailer Trash Boys)

### Best Duo Sex Scene
- Rhyheim Shabazz & Sean Zevran - Big Dicks Going Deep (CockyBoys)
- Dakota Payne & Dalton Riley - Back Alley Cruising (NextDoorStudios.com)
- Boomer Banks & Drew Sebastian - Boomer + Drew Sebastian Flip Fuck (RawFuckClub.com)
- Cade Maddox & Zario Travezz - Dirty Doctor (Hot House)
- Chino Blac & Cutler X - Hella Thick (CutlersDen.com)
- DeAngelo Jackson & Alam Wernik - Insomnia (NoirMale.com)
- Jax & Archie - Jax & Archie (SeanCody.com)
- Corbin Colby & Jacob Hansen - King Corbin (HelixStudios.net)
- Adam Ramzi & Vander Pulaski - Loaded: Muscle Fuck! (Raging Stallion)
- Nate Grimes & Dale Savage - Lazy Afternoon (Men.com)
- Jessy Ares & Johnny Hazzard - A Murdered Heart (NakedSword)
- Clark Davis & Nick Fitt - Stepdad’s Poker Night (Icon Male)
- Tim Kruger & Dean Young - Tim Kruger Fucks Dean Young (TimTales.com)
- Miller Axton & RJ Dumont - Miller and RJ Flip Fuck (GuysinSweatpants.com)
- Michael Del Ray & Dillon Diaz - What’s Gotten Into Him? (Masqulin.com)

### Best Feature
- A Murdered Heart (NakedSword)
- Blood Moon: Timberwolves 2 (Raging Stallion)
- Califuckinfornia (Falcon)
- The Gay Simple Life (Naked Sword)
- Happy Campers (Helix)
- Hollywood & Vine (CockyBoys)
- Journeys - Season Two (Himeros.tv)
- The Lake House (Helix)
- Love Thy Neighbor (Icon Male)
- Rise of the Sirens (Men.com)
- Scared Stiff 2: The Amityville Whore (NakedSword)
- Sin City (Noir Male)
- A Tale of Two Cock Destroyers (Men.com)
- Therapy Dick (Pantheon Productions)
- What’s Gotten Into Him? (Masqulin.com)

### Best Fetish Sex Scene
- Dirk Caber, Nate Grimes, Jaxx Thanatos & Kurtis Wolfe - Tom of Finland: Leather Bar Initiation (Men.com)
- Brock Banks & Mateo Vice - A is for Alpha (CockyBoys)
- Zak Bishop & Sharok - Bound Initiation (BoundGods.com/Kink.com)
- Lucas Leon & Devin Trez - Case #1910072-04 (YoungPerps.com)
- Skyy Knox & Mateo Zagal - Fucking Raise (MenAtPlay.com)
- Dirk Caber, Jack Dyer & Vander Pulaski - Homo Alone, Part One (BoundGods.com/Kink.com)
- Colby Chambers, Mickey Knox & Ty Mitchell - The Heroes We Need (ColbyKnox.com)
- Marco Napoli & Joel Someone - President Lewis: Reunion (MissionaryBoys.com)
- Michael Boston & Bo Sinn - Raw Understall (Bromo.com)
- Jake Nicola & Vince Parker - Rest Stop (RagingStallion.com)
- Luke Truong & Cutler X - Skull Fucker (CutlersDen.com)
- Devin Franco & Drew Sebastian - Submission Prison (Fetish Force/Raging Stallion)
- Caged Jock, Duncan Ku & Tyler Slater - Suit and Tied: Submission (PeterFever.com)
- Max Konnor & Dominic Pacifico - Super Milker (Kink.com/MenOnEdge.com)
- Sebastian Keys, Chance Summerlin & Zario Travezz - Zario Travezz: Bound, Shocked, Fucked & Edged (Kink.com/MenOnEdge)

### Best Group Sex Scene
- Riley Finch, Johnny Hands, Jacob Hansen, Garrett Kinsley, Travis Stevens & Ashton Summers - Inside Helix (Helix)
- Axel Abysse, ω, Dragonball, Morgan Eiffel, Claude Franck, Godemec, Travis Hamilton, Intothewildparis, Alex Mount, Phoenix69005, Reibay, Tivaparis & Valens08X - Abyssal Gang Bang (AxelAbysse.com)
- Drew Dixon, Leo Forte, Micah Martinez, Champ Robinson & Robert Zuniga - Breeding Vegas (FuckChampRobinson.com)
- CJ, Ray Diesel, Drew Dixon, Italo Gang, Atlas Grant, Cristian King, Alex Magnum & Manuel Scalco - Father & Son Secrets: Roman Orgy (Dragon Media)
- Jason Bacall, Kieran Benning, Bastian Dufy & Eluan Jeunet - Freshman Bootcamp 183 (Freshmen.net/BelAmi)
- Donnie Argento, Boomer Banks, Cain Marko, Zario Travezz & Jack Vidra - Jack Vidra Gang Bang (Raw Fuck Club)
- Tim Kruger, Diego Mattos, Maksim Orlov & John Thomas - John’s Triple DP (Timtales.com)
- Jacob Hansen, Brian Gibson, Garrett Kinsley, Jace Myers & Devin Holt - The Lake House (Helix)
- Ace Quinn, Ethan Chase, Manuel Skye, Teddy Torres & Rocky Vallarta - Live for Christmas (Masqulin.com)
- Axel, Emi, Tommy & Walter - Numero 104 (LatinLeche.com)
- Zack Acland, Jack Andy, Jace Chambers, Ray Diesel, Sean Duran, Deviant Otter, Vic Rocco & Rogue Status - Pig Week Sex Party (Skyn Men)
- Ryan Carter, Casey Everett, Link Parker & Drew Sebastian - Stepdad’s Poker Night (Icon Male)
- Bar Addison, Greg McKeon, Marcus Rivers & Dale Savage - Stepgramp’s Toys (FamilyDick.com)
- Johnny Rapid, JJ Knight, Ty Mitchell & Joey Mills - A Tale of Two Cock Destroyers (Men.com)
- Matthew Camp, DeAngelo Jackson, Ricky Roman & River Wilson - Tom of Finland: Service Station (Men.com)

### Best Newcomer
- Brock Banks
- Austin Avery
- Chris Damned
- Romeo Davis
- Kane Fox
- Cain Marko
- Diego Mattos
- Jake Nicola
- Sir Peter
- Seth Peterson
- Colton Reece
- Santiago Rodriguez
- Devin Trez
- Luke Truong
- Wade Wolfgar

### Best Quarantine Sex Scene
- Sean Ford & Angel Rivera - Lips Together, 6 Feet Apart (CockyBoys.com)
- Dillon Diaz - Dillon Diaz: Uses Leather Gloves to Stretch His Hole and Milk His Cock (Kink.com)
- Kayden Gray & Oliver Hunt - Man Behind the Suit (Himeros.tv)
- Max Konnor - Max Konnor is So Fucking Horny for You (Kink.com)
- Josh Moore - Naked Baking with Josh Moore (Falcon.com)
- Max Adonis & Boomer Banks - The Package (RagingStallion.com)
- Beaux Banks, Bruce Beckham, Marc MacNamara, Riley Mitchel & Dakota Payne - PLAY: Lions, Tigers and Bears (NakedSword.com)
- Skyy Knox - Pumped with Skyy Knox (Falcon.com)
- Calvin Banks, Dante Colle, Johnny Hill, Luis Rubi, Rhyheim Shabazz & Elijah Wilde - Remote Control: Episode 5 (Men.com)
- Pierce Paris & Mickey Taylor - Remote Robot Fuck (ManUpFilms.com)
- Casey Everett - Stay Home Casey (Kink.com)
- Justin Matthews - Stroking in the Woods with Justin (NextDoorStudios.com)
- Troy Accola, Ray Dexter, Clark Lewis & Wes Myers - The Sum of Our Parts (Himeros.tv)
- Charlie Harding & Tony Zucchero - Through the Glass (Himeros.tv)
- Jake Nicola & Wade Wolfgar - Wank From Home (Raging Stallion)

### Best Supporting Actor
- Sharok - Blood Moon: Timberwolves 2 (Raging Stallion)
- Josh Brady - Happy Campers (Helix)
- Matthew Camp - Rise of the Sirens (Men.com)
- Dillon Diaz - Sin City (Noir Male)
- Tayte Hanson - Hollywood and Vine (CockyBoys.com)
- Avery Jones - Hollywood and Vine (CockyBoys.com)
- Garrett Kinsley - The Lake House (Helix)
- JJ Knight - A Tale of Two Cock Destroyers (Men.com)
- Ty Mitchell - A Murdered Heart (NakedSword)
- Pierce Paris - What’s Gotten Into Him? (Masqulin.com)
- Dakota Payne - Love They Neighbor (Icon Male)
- Adam Ramzi - Journeys - Season Two (Himeros.tv)
- Diego Sans - The Fab 3: A Gay XXX Parody (Men.com)
- Dan Saxon - Califuckinfornia (Falcon)
- Logan Stevens - Uncle Randy (Icon Male)

### Best Three-Way Sex Scene
- Donnie Argento, Jake Nicola & Sharok - Cake Shop (Raging Stallion)
- Ethan Metz, Alex Roman & Tim Kruger - Alex Roman DP Session (Timtales.com)
- Andy Onassis, Santiago Rodriguez & Andy Star - Bareback Shooters (Bring It On) (Sarava Productions/Kristen Bjorn)
- Dylan Hayes, Cade Maddox & Josh Moore - Bro Buddies (Falcon)
- Carter Dane, Alex Mecum & Manuel Skye - Double Penetration (CockyBoys)
- Josh Brady, Kane Fox & Seth Peterson - Happy Campers (Helix)
- Jason Bacall, Bart Cuban & Hoyt Kogan - Hoyt, Jason & Bart (BelamiOnline.com)
- Brian Gibson, Jacob Hansen & Garrett Kinsley - The Lake House (Helix)
- Calix Rivera, Drew Sebastian & Zario Travezz - My Stepson’s Buddy (Icon Male)
- Archie, Manny & Nixon - Nixon, Archie & Manny (SeanCody.com)
- Devin Trez, Cutler X & Jacen Zhu - Sword Fight (CutlersDen.com)
- Mitch Matthews, Michael Mission & Vander Pulaski - Tag Team RAW (ChaosMen.com)
- Ty Mitchell, Joey Mills & DeAngelo Jackson - Top of the Fair Ass Wheel (Men.com)
- Cali, Aaron Reese & Armond Rizzo - When the Wife’s Away (NoirMale.com)
- Angel Rivera, Aiden Ward & Marcus Young - Winner Gets All (GuysinSweatpants.com)

### Performer of the Year
- DeAngelo Jackson
- Josh Brady
- Dillon Diaz
- Drew Dixon
- Nate Grimes
- Adrian Hart
- Tim Kruger
- Skyy Knox
- Max Konnor
- Cade Maddox
- Angel Rivera
- Drew Sebastian
- Sharok
- Zario Travezz
- Cutler X

### Fan Awards – Social Media Star
- Joey Mills

### Fan Awards – Favorite Bottom
- Rourke

### Fan Awards – Favorite Camming Couple
- Jacob & Harley

### Fan Awards – Favorite Top
- Austin Wolf

### Fan Awards – Favorite Dom
- Zilv Gudel

### Fan Awards – Favorite Daddy
- Rocco Steele

### Fan Awards – Hottest Newcomer
- Seth Peterson

### Fan Awards – Favorite Cock
- Cade Maddox

### Fan Awards – Favorite Twink
- Austin L. Young

### Fan Awards – Favorite Body
- Alex Mecum

### Fan Awards – Favorite Butt
- Alam Wernik

### Fan Awards – Favorite Bear
- Teddy Torres

### Fan Awards – Favorite Cam Guy
- Max Konnor

### Fan Awards – Favorite FTM Star
- Trip Richards

### Fan Awards – GayVN Star of the Year
- Camran Mac